# Muslim ibn al-Hajjaj
Abu-l-Hussayn Múslim ibn al-Hajjaj al-Quxayrí an-Nixaburí —en árabe: أبو الحسين مسلم بن الحجاج القشيري النيشابوري‎—, más conocido como Múslim ibn al-Hajjaj o simplemente como  Múslim (Nishapur, 821-875), fue un erudito musulmán, autor de la segunda compilación  de los Hadiths más apreciados por los sunitas (después de Sahih al-Bujari), conocidos como Sahih Múslim (o Hadiths auténticos de Múslim).

## Biografía
Nació en Nishapur, en la provincia abasí de Jorasán, actualmente en el nordeste de Irán. Los historiadores coincidieron en la fecha de su muerte, pero difirieron a la hora de determinar la fecha de su nacimiento, y los eruditos tienen cuatro opiniones:
1. Que su nacimiento fue en el año 201 AH, que es la opinión del Imam Shams al-Din al-Dhahabi en el libro Al-Abrar y Diwan al-Mubtada'i wa al-Jabar, donde menciona que murió cuando tenía sesenta años, e Ibn al-Emad al-Hanbali estuvo de acuerdo con él en Shathrat al-Dahab.
2. Su nacimiento fue en el año 202 AH, que es la opinión de Karl Bruckelmann (Historia de la Literatura).
3. Nació en el año 204 AH, según Shams al-Din al-Dhahabi en ambos Tikrat al-Haqim (libro), Sir al-Alam al-Nablaa,  y al-Kashif en saber que tiene una narración en los seis libros, pero él no afirmó esta opinión, sino que la afirmó Ibn Kathir al-Damascene,  e Ibn Hajar al-Asqalani , entre otros.
4. Que su nacimiento fue en 206 AH, que es la declaración de Abu Abdullah al-Hakim al-Nisaburi en lo que oyó de Ibn al-Ajram. Esto implica, como dijo Ibn al-Salah: " que su nacimiento fue en el año seiscientos dos".[1] Esta es la declaración de Abu 'Abdullah al-Hakim al-Nisaburi.

La tradición explica que hizo diversos viajes a través de la península arábiga, Egipto, Irak y Siria para recoger los hadiths, transmitidos hasta entonces de manera oral, y para estudiar  con los maestros reputados como Ahmad bin Hanbal, discípulo de Muhammad ibn Idris ash-Shafi`i. Finalmente volvió a su ciudad natal, donde se instaló definitivamente hasta su muerte. Allí era  colega y amigo de Muhammad Ibn Ismail Al-Bujari que habría tenido como discípulos a at-Tirmidhí, Ibn Abi-Hàtim ar-Razí o Ibn Khuzayma, que escribieron obras sobre los hadiths.
Los historiadores difieren en cuanto a su fecha de nacimiento, aunque generalmente se da como 202 AH (817/818), 204 AH (819/820), o 206 AH (821/822).
Adh-Dhahabi dijo: "Se dice que nació en el año 204 AH", aunque también dijo: "Pero creo que nació antes de eso".
Ibn Jallikan no pudo encontrar ningún informe de la fecha de nacimiento o la edad de muerte de Muslim por parte de ninguno de los ḥuffāẓ (maestros de hadiths), excepto su acuerdo de que nació después del 200 AH (815/816). Ibn Jallikan cita Ibn al-Salah, que cita el Kitab 'Ulama al-Amsar de Ibn al-Bayyi, en la afirmación de que los musulmanes fue de 55 años de edad cuando murió el 25 de Rayab, 261 AH (mayo de 875) y por lo tanto su año de nacimiento debe haber sido 206 AH (821/822).
Ibn al-Bayyiʿ informa que fue enterrado en Nasarabad, un suburbio de Nishapur.
Según los eruditos, era de origen árabe o persa. La nisbah de "al-Qushayri" significa la pertenencia musulmana a la tribu árabe de Banu Qushayr, cuyos miembros emigraron al territorio persa recién conquistado durante la expansión del Califato Rashidun. Un erudito llamado Shams al-Dīn al-Dhahabī introdujo la idea de que pudo haber sido un mawla de ascendencia persa, atribuido a la tribu Qushayr a través de wala' (Alianza). Un antepasado de musulmán puede haber sido un esclavo liberado de un Qushayrí, o puede haber aceptado el Islam a manos de un Qushayrí. Según otros dos eruditos, Ibn al-Athīr e Ibn al-Salāh, en realidad era un miembro árabe de esa tribu de la cual su familia había emigrado a Irán casi dos siglos antes después de la conquista.
Las estimaciones sobre el número de hadiths en sus libros varían de 3033 a 12 000, dependiendo de si se incluyen duplicados o solo el texto (isnad). Se dice que su Sahih ("auténtico") comparte unos 2000 hadiths con el Sahih de Bujari.

## Reconocimientos

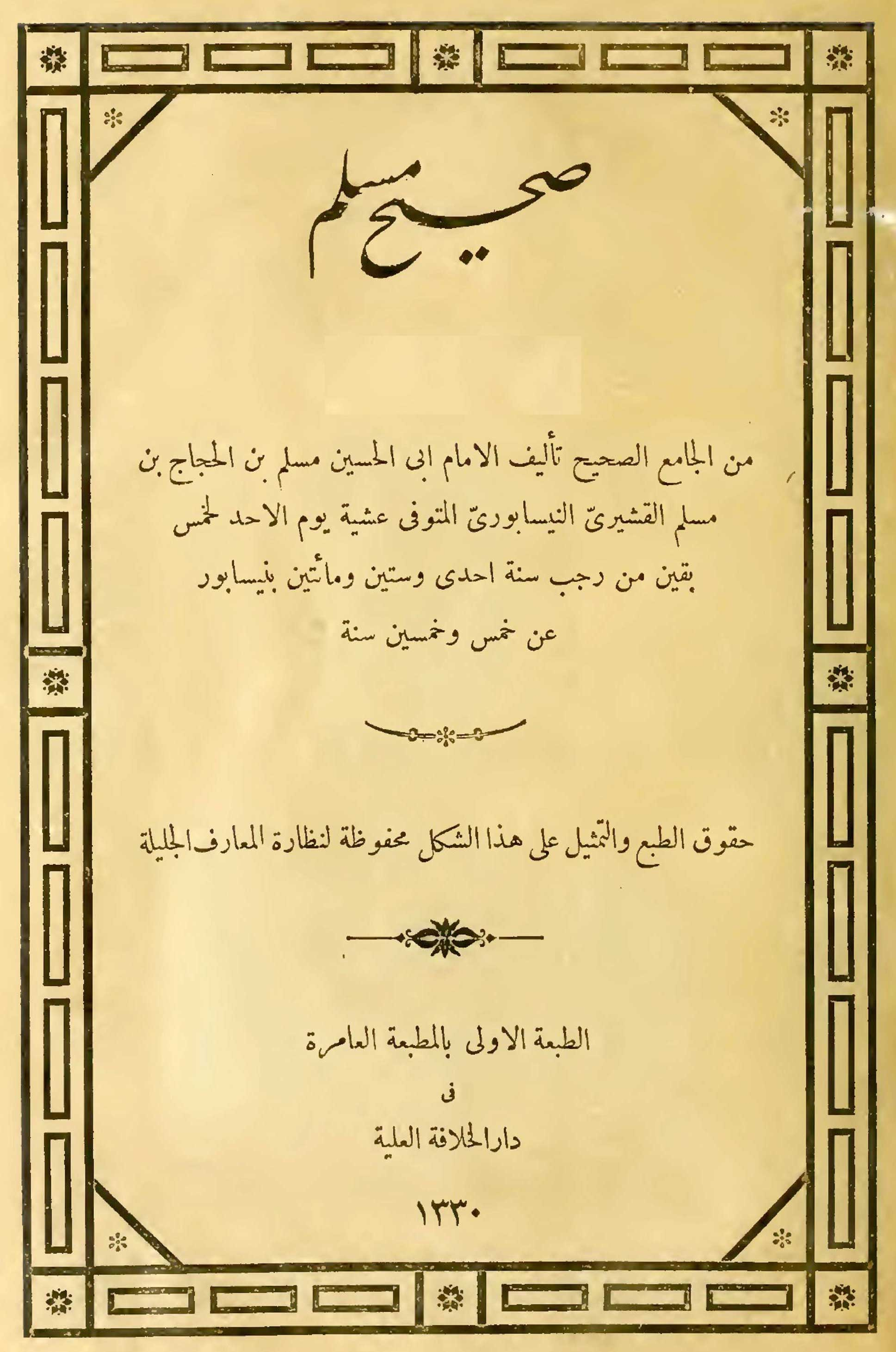
Sahih Muslim El libro más famoso de Muslim ibn al-Hajjaj, y el lugar más elogiado por los eruditos.

Muslim fue apreciado por los eruditos y sus compañeros, ya que los eruditos hablaban de su virtud y se referían a él con el poder del conocimiento y la elevación de su estatus,
Y jeques como Ishaq bin Rahawayh predijeron un gran futuro para él, y dijo "qué hombre será este", Se destacó y se hizo famoso después de su autoría del Sahih Muslim, y se convirtió en un imán de autoridad en la ciencia del hadiz.  Entre los dichos de los eruditos al respecto:
- El jeque Muhammad bin Abd al-Wahhab al-Farra dijo sobre él:  "Muslim fue uno de los eruditos del pueblo y vasos de conocimiento. le enseñó nada más que cosas buenas."
- Ibn al-Salah dijo:[12] Dios, Bendito y Exaltado sea, lo elevó a las estrellas en su Libro Sahih, y se convirtió en un Imán de Prueba, cuya mención comienza y es repetido en la ciencia del hadiz, y otras ciencias, y esa es la generosidad de Dios que Él da a quien Él quiere.
- Ibn al-Akhram dijo:[13] "De hecho, esta ciudad nuestra trajo a tres hombres del hadiz: Muhammad bin Yahya al-Dhuhli, Ibrahim bin Abi Talib y ' Muslim'."
- Bandar dijo:[13] "Al-Hafiz cuatro, Abu Zur`ah y Muhammad bin Ismail y Al-Darimi y Muslim."
- Dijo Abu Ali al-Nisaburi:[14] "Lo que hay debajo de la superficie del cielo es más auténtico que el libro de Muslim bin Al-Hajjaj en la ciencia del hadiz."
- Ahmed bin Salamah al-Nisaburi:  "Vi que Abu Zur`ah y Abu Hatim le dan prioridad a “Muslim bin Al-Hajjaj” en el conocimiento del hadiz auténtico sobre los jeques de su tiempo."
- Jamal al-Din al-Mazi: "Abu Abdullah al-Hakim al-Nisaburi dijo: Leí de puño y letra de Abi Amr al-Mustamalli: Isaac nos dictó el año de Bin Mansour doscientos cincuenta y uno, y Muslim bin Al-Hajjaj lo eligió, y yo dicto, así que Isaac Bin Mansour miró a Muslim y dijo: No seremos privados de la bondad mientras Dios los guarde para los musulmanes."

## Jeques
Muslim escuchó de muchos jeques, por lo que sus jeques que le narraron en Sahih Muslim y el número de doscientos veinte hombres son:
- Ibrahim bin Jalid al-Yashkari
- Ibrahim ibn Dinar al-Tamar
- Ibrahim ibn Ziyad Siblan
- Ibrahim ibn Sa'id al-Jawhari
- Ibrahim ibn Arara
- Ibrahim ibn Musa
- Ahmed ibn Ibrahim
- Ahmed bin Yafar
- Ahmad bin Janab
- Ahmed bin Jawas
- Ahmad ibn al-Hassan ibn Kharash
- Ahmed bin Said Rabati
- Ahmed bin Saeed al-Darmi
- Ahmad ibn Sinan
- Ahmed ibn Abdullah al-Kurdi
- Ahmad ibn Abdullah ibn Yunus
- Ahmad ibn Abdulrahman ibn Wahab
- Ahmad ibn Abdah
- Ahmad ibn Uzman al-Awdi
- Abu al-Juza'ah Ahmad ibn Uthman al-Nawfali
- Ahmed ibn Omar al-Wuquayyah
- Ahmad ibn Isa al-Tustari
- Ahmad ibn Hanbal
- Ahmad ibn al-Mundhir al-Qazzaz
- Ahmad ibn Munayyah
- Ahmad ibn Yusuf al-Sulami
- Ishaq ibn Rahwiya
- Ishaq ibn Umar ibn Salit
- Ishaq ibn Mansur
- Ishaq ibn Musa
- Ismail ibn Abi Awais
- Ismail ibn al-Jalil
- Ismail ibn Salim al-Sayyagh
- Umayya bin Bastam
- Bishr ibn Al-Hakam
- Bishr ibn Jalid
- Bishr ibn Hilal
- Jaafar ibn Hamid
- Hajib ibn al-Walid
- Hamed ibn Umar al-Bakrawi
- Haban ibn Musa
- Hajjaj ibn al-Shaer
- Harmala ibn Yahya
- Al-Hasan ibn Ahmad al-Harani
- Al-Hasan ibn al-Rabi' al-Burani
- Al-Hasan ibn Ali al-Jalal
- Al-Hasan ibn Isa ibn Masargis
- Al-Hussein ibn Harith
- Al-Hussein ibn Isa al-Bustami
- Al-Hakam ibn Musa
- Hammad ibn Ismail ibn Aliya
- Hamid ibn Masada
- Khalid bin Khudash
- Jalaf ibn Hisham
- Daoud ibn Rashid
- Dawud ibn Amr al-Dubai
- Rifa'ah ibn al-Haytham al-Wasiti
- Zakariya ibn Yahya Katib al-Omari
- Abu Khaythima
- Ziyad ibn Yahya al-Hasani
- Sreej ibn Yunus
- Said ibn Abdul Jabbar al-Karabisi
- Said ibn Amr al-Ashathi
- Sa'id ibn Muhammad al-Jarmi
- Said ibn Mansur
- Said ibn Yahya ibn al-Azhar
- Said ibn Yahya al-Umawi
- Suleiman ibn Dawud al-Khatli
- Sahl ibn Othman
- Suwayd ibn Saeed
- Shujaa ibn Makhlid
- Shihab ibn Abad
- Shayban ibn Farrukh
- Saleh ibn Hatim
- Saleh ibn Musmar
- Al-Salt ibn Mas'ud
- Asim ibn al-Nadr
- Abad ibn Musa
- Abbas ibn Abdul Azim
- Abbas ibn al-Walid al-Nursi
- Abdullah ibn Barad
- Abdullah ibn Ja'far al-Barmaki
- Abdullah ibn al-Sabah
- Abdullah ibn Amer ibn Zarara
- Abdullah al-Darmi al-Samarkandi
- Abdullah ibn Umar ibn Aban
- Abdullah ibn Umar ibn Rumi
- Abdullah ibn Awn al-Jaraz
- Abdullah ibn Muhammad ibn Asmaa
- Abdullah ibn Muhammad ibn al-Zuhri
- Al-Qaanabi: Abdullah ibn Maslama al-Qaanabi, que es su jeque mayor
- Abdullah ibn Muti
- Abdullah ibn Hashim
- Abdul Jabbar ibn al-'Ala'a
- Abdul Hamid ibn Bayan
- Abdul Rahman ibn Bishr
- Abdul Rahman ibn Bakr ibn al-Rabi' ibn Muslim
- Abdul Rahman ibn Salam al-Yamhi
- Abdul Malik bin Shuaib
- Abdul Wareth bin Abdul Samad
- Abdul bin Hamid
- Ubaydullah al-Qawariri
- Ubaydullah ibn Muhammad ibn Yazid ibn Khanis.
- Ubaydullah ibn Mu'adh
- Ubayd ibn Yaish
- Uthman ibn Abi Shayba
- Uqba ibn Makram al-Ammi
- Ali ibn Hajar
- Abu al-Shaatha' Ali ibn al-Hasan
- Ali ibn Hakim al-Awdi
- Ali ibn Khashram
- Ali ibn Nasr
- Amr ibn Hafs ibn Ghiyath
- Amr bin Hammad
- Amr ibn Zarara
- Amr ibn Sawad
- Amr ibn Ali
- Amr al-Naqid
- Awn ibn Salam
- Issa ibn Hammad
- Fadl ibn Sahl al-Sarkhsi
- Al-Qasim ibn Zakariya
- Qutaybah ibn Sa'id
- Qatan ibn Nisir
- Mujahid ibn Musa
- Mahriz ibn Awn
- Muhammad ibn Ahmad ibn Abi Khalaf
- Muhammad ibn Ishaq al-Saghani
- Muhammad ibn Ishaq al-Musaybi
- Muhammad ibn Bashar ibn Bandar
- Muhammad ibn Bakkar ibn al-Rayyan
- Muhammad ibn Bakkar al-Aishi
- Muhammad ibn Abi Bakr al-Thaqafi, Muhammad ibn Abi Bakr al-Muqaddimi
- Muhammad ibn Jaafar al-Warkani
- Muhammad ibn Hatim al-Sameen
- Muhammad ibn Harb al-Nasha'i
- Muhammad bin Rafi
- Muhammad ibn Ramah
- Muhammad ibn Salamah
- Muhammad ibn Sahl ibn Askar
- Muhammad ibn Abdullah ibn Qahzad
- Muhammad ibn Abdullah ibn Namir
- Muhammad ibn Abad
- Muhammad ibn al-Sabah al-Dulabi
- Muhammad ibn Tarif
- Muhammad ibn Abdullah al-Razi
- Muhammad ibn Abdulali
- Muhammad ibn Abd al-Rahman ibn Saham
- Ibn Abi al-Shawareb
- Muhammad ibn Ubaid ibn Hassab
- Muhammad ibn Amr Zaneej
- Muhammad ibn Amr ibn Abi Rawad
- Abu Kurayb
- Muhammad ibn al-Faraj al-Hashemi
- Muhammad ibn Qadama al-Bujari
- Muhammad ibn al-Muthanna ibn Dinar al-Anzi
- Muhammad ibn Marzuq al-Bahli
- Muhammad ibn Miskin al-Yamami
- Muhammad ibn Mu'adh ibn Mu'adh
- Muhammad ibn Muammar al-Qaysi
- Muhammad ibn Manhal al-Dharrir
- Muhammad ibn Mehran
- Muhammad ibn al-Nadr ibn Masawar
- Muhammad ibn al-Walid al-Bisri
- Muhammad ibn Yahya al-Quta'i
- Muhammad ibn Yahya al-Marwazi al-Sayyagh
- Muhammad ibn Yahya al-Adani
- Mahmoud bin Ghailan
- Makhlid bin Khalid al-Sha'iri
- Manjab ibn al-Harith
- Mansur ibn Abi Mazahim
- Musa ibn Quraish al-Bujari
- Nasr ibn Ali al-Yahdami
- Haroon ibn Saeed
- Haroon al-Hamal
- Harun ibn Ma'ruf
- Hudbah
- Harim ibn Abd al-Ali
- Hanad
- Haitham ibn Kharja
- Wasil ibn Abdulali
- Al-Waleed bin Shujaa
- Wahab ibn Bakiya
- Yahya ibn Ayyub
- Yahya ibn Bishr al-Balkhi
- Yahya ibn Habib
- Yahya ibn Muhammad ibn Muawiya al-Lulu'i
- Yahya ibn Maeen
- Yahya ibn Yahya al-Tamimi
- Ya'qub al-Durqi
- Yusuf ibn Hammad al-Ma'ani
- Yusuf ibn Isa al-Marwazi
- Yusuf ibn Yaqoub al-Saffar
- Yunus ibn Abd al-Ali
- Abu al-Ahwas al-Baghaghawi
- Abu Ayyub al-Ghailani
- Abu Bakr ibn Khallad
- Abu Bakr ibn Abi Shaybah Abu Bakr ibn Abi Shaybah
- Abu Bakr ibn Nafi'
- Abu Bakr ibn Abi Bakr ibn Abi al-Nadr
- Abu Bakr al-Ayn
- Abu Dawud al-Sinji
- Abu Dawud al-Mubaraki
- Abu al-Rabi' al-Zahrani
- Abu Zara'ah al-Razi
- Abu Said al-Ashj
- Abu al-Tahir bin al-Sarh
- Abu Ghassan al-Mesmi'i Malik
- Abu Qudama al-Sarkhsi
- Abu Kamel al-Jahdari
- Abu Mus'ab al-Zuhri
- Abu Muammar Ismail al-Hazli
- Abu Ma'an al-Raqashi
- Abu Nasr al-Tamar
- Abu Hisham al-Rifai

|}
Hubo otros jeques a los que no mencionó en su Sahih, tales como Ali bin al-Ya'ad, Ali bin al-Mudaini y Muhammad bin Yahya al-Dhahli.

## Legado
El erudito sunita Ishaq Ibn Rahwayh fue el primero en recomendar el trabajo de Muslim. Los contemporáneos de Ishaq no aceptaron esto al principio; Abu Zur'a al-Razi objetó que Muslim había omitido demasiado material que el mismo Muslim reconoció como auténtico y que incluía transmisores que eran débiles.
Ibn Abi Hatim (m. 327/938) más tarde aceptó a Muslim como "digno de confianza, uno de los maestros de hadiths con conocimiento de hadiths"; pero esto contrasta con el elogio mucho más exagerado de Abu Zur'a y también de su padre Abu Hatim. Es similar con Ibn al-Nadim.
El libro de Muslim aumentó gradualmente en estatura de tal manera que se considera entre los musulmanes sunitas la colección más auténtica de hadiths, solo superada por Sahih Bukhari.